# Nanxun
Nanxun är ett av två stadsdistrikt i Huzhous stadsprefektur i provinsen Zhejiang i östra Kina. Befolkningen uppgick till 536 054 invånare i slutet av 2010. Nanxun var tidigare en del av distriktet Shixia, vilket på senare år har delats upp i två distrikt, Nanxun och Wuxing. Den största orten i distriktet, utanför den del som tillhör Huzhous centralort, är orten Nanxun med 133 911 invånare vid folkräkningen år 2000.